# Teofil (cesarz Etiopii)
Teofil (zm. 1711) – cesarz Etiopii od 1708 do śmierci.
Był jednym z synów Jozue I Wielkiego. Tron objął po śmierci swojego brata Tekle Hajmanota. Poparcia udzielili mu zwolennicy kybat, a także bedżyrond Justus. Odwdzięczając się swoim sprzymierzeńcom proklamował kybat oficjalnym wyznaniem kraju. Odrzucił również prośby o zwołanie soboru kierowane doń przez stronników teuahdo. W efekcie musiał się zmierzyć z rebelią, inspirowaną przez duchownych z Szeua. Zmarł po ciężkiej chorobie. Według niektórych źródeł został otruty przez swego dawnego stronnika, Justusa, którzy przejął po nim władzę.